# Mohammed Qasim
Mohammed Qasim Majid (en arabe : محمد قاسم ماجد) est un footballeur international irakien, né le 6 décembre 1996 à Nadjaf. Il évolue au poste d'ailier droit au sein du club d'Al-Zawra'a SC.

## Biographie

### Carrière en sélection
Qasim est appelé pour la première fois avec la sélection irakienne par le sélectionneur Srečko Katanec au mois de juin 2019, à l'occasion d'un match amical face à la Tunisie. Il réalise ainsi sa première sélection, après être entré en cours de jeu à la 81e minute. 
Le 26 novembre 2019, il inscrit ses premier et deuxième buts internationaux contre le Qatar, lors d'une victoire 2–1 de l'Irak dans un match de la Coupe du Golfe arabe.

## Palmarès

### En club
Al-Qowa Al-Jawiya
- Coupe de l'AFC (1) :
  - Vainqueur : 2018.